# Stazione di Santa Maria delle Mole
Stazione di Santa Maria delle Mole vasútállomás Olaszországban, Marino településen.

## Vasútvonalak
Az állomást az alábbi vasútvonalak érintik:
- Róma–Velletri-vasútvonal

## Kapcsolódó állomások
A vasútállomáshoz az alábbi állomások vannak a legközelebb:
- Stazione di Pavona (Stazione di Velletri, FL4)
- Stazione di Casabianca (Stazione di Roma Termini, FL4)